# 陳新發 (罪犯)
陳新發（？—1992年4月13日，綽號阿龍），宜蘭冬山人，臺灣著名暴力重罪犯，其犯罪行為曾多次撼動臺灣社會。

## 早期生涯
陳新發犯罪生涯的初期從一名幫派泊車小弟開始，其犯罪集團崛起後犯下54起重刑案，包括因瑣碎爭執而在臺北市民權西路的大屯飯店內殺害一名賣香腸的攤販，以及因對夜總會服務不滿而槍殺兩名舞小姐。

## 烏龍攻堅
陳新發被警方圍捕的數日之前，警方根據線報懷疑其可能躲藏在臺北市八德路的一棟公寓大樓內。儘管一開始沒能逮到人，警方仍然決定對大樓內所有住戶進行地毯式搜查。有鄰居向警方稱懷疑住在二樓的一位住戶是黑道大哥，而該名無辜的住戶林某正在香港出差，其妻亦忙於通宵拍攝廣告工作，家中空無一人。
警察不斷按響門鈴卻始終無人應門，於是斷定屋內必有可疑人士躲藏並決定強行破門。警員躲在防彈盾後對著大門展開密集射擊，門板瞬間佈滿彈孔宛如蜂窩。然而讓警方大為意外的是，鋼門於門鎖被焊槍燒熔後依舊屹立不倒。警方無奈之下只得請出霹靂特警從頂樓垂降破窗而入，卻發現屋內空無一人。意識到可能是誤會一場，警方只好悻悻然撤離現場。
林太太於清晨時分下班歸家時，眼前的景象令其震驚不已：家中一片狼藉，彷彿遭遇了一場浩劫。她趕忙跑到附近的派出所報案，值班警員這才支支吾吾地承認，這起烏龍搜索正是他們一手造成的。警方安排林太太先到旅館暫住，以彌補對林氏伉儷造成的困擾。
得知此事的林某連夜從香港趕回，下機後即趕往八德路派出所尋求賠償，但警員們卻諉過不認。無奈之下，屋主被轉送至松山分局。分局長承認事件並再三向林某致歉，但仍辯稱該次行動聽命於刑事局的指示不願承擔責任，一切都源於刑事局偵查隊提供的錯誤情報。最後林某被帶到刑事局，偵查隊副隊長十分爽快地承認責任，並願意全額賠償林氏伉儷損失。
雖然大門已經完全失去功能，但林氏伉儷於旅館權宿一晚後即遷回其「無門之户」。事後，門鎖公司將滿是彈痕的舊門回收用作展示品，以證明該款鋼門固若金湯連警方的攻堅都能抵擋。據說此後不少豪宅都指定安裝該款特製鋼門。

## 獵龍專案與警匪對決
在1992年（民國81年），陳新發的犯罪行為達到了高峰。他連續在公共場所槍殺了兩名刑警，使得警方對他的追捕更加緊急。其中，刑警李富星在發現陳新發的形蹤後進行跟踪，但不幸被陳新發發現。在一次追踪中，陳新發轉入暗巷，手持雙槍朝著刑警李富星背後連續開槍，導致李富星當場倒下，經過急救後仍不幸殉職。
當年4月13日，警方於臺北市信義區吳興街的公寓外發現陳新發與其兩名手下陳根龍、張耀天的踪跡後，隨即率員趕至與其展開激烈槍戰。陳新發一行人負隅頑抗使用M16突擊步槍、MAC-11衝鋒槍與M26手榴彈與警方驳火，一度令警方陷入僵持局面；但猛烈的交火擊穿了公寓的煤氣管線導致外洩，再被警方投擲的震撼彈引爆，最終引發的惡火吞噬整橦公寓並將三名悍匪活活燒成焦屍。槍戰後現場清點彈孔的警員發現，攻堅行動耗彈高達兩千多發，已用盡了臺北市政府警察局信義分局支援的所有彈藥。

## 影響
陳新發的犯罪行為及其與警方的激烈對決，不只震撼了台灣社會，也成為了多部電影和報導的靈感來源。其中，他的故事被改編成電影《十大槍擊要犯之殺生狀元》。2023年上映的《周處除三害》中的角色「香港仔」许伟强的原型也源于此。
陳新發的犯罪行為也使得社會更加關注治安問題，並對台灣的治安政策產生了持久的影響。